# Clausilia brembina
Clausilia brembina is een slakkensoort uit de familie van de Clausiliidae. De wetenschappelijke naam van de soort werd voor het eerst geldig gepubliceerd in 1850 door Strobel.

## Ondersoorten
- Clausilia brembina alanica H. Nordsieck, 2013
- Clausilia brembina brembina Strobel, 1850
- Clausilia brembina gardonensis Nardi & H. Nordsieck, 2013
- Clausilia brembina klemmi H. Nordsieck, 1966
- Clausilia brembina umbrosa (Käufel, 1928)